# Коллегиальный университет
Коллегиальный университет — это специфический вид университета, в котором функции управления разделены между центральной администрацией университета и администрацией ряда составляющих университет колледжей.
Такой университет состоит из нескольких «внутренних колледжей» с разной степенью независимости и обычно не включает в себя «внешние учебные колледжи». Помимо предоставления средств для проживания, университет также может нести ответственность за некоторые или все преподавательские функции. В университете обычно есть собственный студенческий союз и студенческая организация.
Самыми известными примерами коллегиальных университетов являются Лондонский университет, Университет Дарема, Кембриджский университет и Оксфордский университет.

## История
Развитие коллегиальных университетов в Западной Европе последовало вскоре после окончания развития средневековых университетов. Первым колледжем, который был создан в коллегиальных университетах, является «Колледж Восемнадцати» в Парижском университете, основанный в 1180 году математиком Джоном Лондонским, вскоре после его возвращения из Иерусалима. Этот факт привёл к предположению, что создание колледжа было вдохновлено теми медресе, которые Джон Лондонский видел в своих путешествиях, но это считается спорным, особенно по той причине, что в отличие от медресе, в ранних парижских колледжах не учили наукам. 
Вскоре после этого в Париже появились другие колледжи, в том числе «Колледж Святого Томаса в Лувре» (1186 год) и «Коллегия добрых детей св. Оноре» (1208-9) - хотя они оба имели больше характер гимназий, чем университетских колледжей, а также различные монашеские колледжи, начиная с «Колледжа доминиканцев» в 1217 году, и «Колледжа Сорбонны» для студентов, не являющихся монахами-богословами, в 1257 году.

## Типы коллегиальных университетов

### Коллегиальные университеты с централизованным обучением
Во многих коллегиальных университетах обучение осуществляется централизованно через департаменты и факультеты на университетском уровне. Уровень участия в преподавании колледжей в таких университетах различается: они могут вообще не давать формального обучения (например в Дареме), могут давать только некоторые типы уроков своим ученикам (модель Оксбриджа), могут предоставлять некоторые направления преподавания, которые в том числе доступны и в университете или на факультетах (например в Торонтском университете), или могут сами отвечать за организацию централизованного университетского обучения (например Университет Роэхамптона).

### Коллегиальные университеты с децентрализованными учебными колледжами
Такие университеты иногда называются «федеральными университетами», это университеты, где функция обучения полностью осуществляется учредительными колледжами, которые часто имеют свои факультеты и кафедры. Это представлено такими примерами, как Оксфорд и Кембридж (вплоть до середины XIX века), Университет Уэльса с 1893 по 2007 год и Лондонский университет с 1900 года.

## Коллегиальные университеты по всему миру
Есть около 80 университетов по всему миру, которые являются коллегиальными, с системами «жилых колледжей».

### Австралия
В Австралии многие университеты основаны на системе «жилых колледжей», часто объединяющие независимые и университетские колледжи. Некоторые университеты также имеют неколлегиальное жильё. Коллегиальными университетами считаются такие университеты Австралии, как Квинслендский университет, Университет Тасмании, Университет Западной Австралии, Сиднейский университет, Мельбурнский университет и Университет Нового Южного Уэльса. Университет Монаша запустил необычную систему «нежилых колледжей» для студентов, проживающих вне кампуса.

### Великобритания
В Великобритании имеются коллегиальные университеты с колледжами нескольких разных типов. Некоторые из них являются «зарегистрированными объектами»(listed bodies) в соответствии с «Законом о реформе образования 1988 года», юридически признанными «институтами университета», а другие - нет; колледжи Лондонского университета являются «признанными объектами» (recognised bodies), которые имеют право присуждать степени Лондонского университета и (во многих случаях) свои степени. Некоторые колледжи юридически независимы от своего родительского университета, а другие - нет.
Коллегиальные университеты со смешанным централизованным преподаванием и преподаванием в колледжах:
- Оксфордский университет (независимые колледжи, «зарегистрированные объекты»)
- Кембриджский университет (независимые колледжи, «зарегистрированные объекты»)

Коллегиальные университеты с централизованными преподавательскими составом и общежитиями:
- Даремский университет (объединение независимых и зависимых колледжей, «зарегистрированные объекты»)
- Йоркский университет (зависимые колледжи, «незарегистрированные объекты»)
- Ланкастерский университет (зависимые колледжи, «незарегистрированные объекты»)
- Кентский университет[англ.] (зависимые колледжи, «незарегистрированные объекты»)

Коллегиальные университеты с централизованным обучением, проводимым колледжами:
- Университет Роэхамптона[англ.] (зависимые колледжи, «незарегистрированные объекты»)

Коллегиальные университеты, где всё преподавание проводится в колледжах:
- Лондонский университет (независимые колледжи, «зарегистрированные объекты»)
- Университет искусств в Лондоне[англ.] (зависимые колледжи, «незарегистрированные объекты»)
- Университет нагорья и островов[англ.] (независимые колледжи, «зарегистрированные объекты»)

Университеты с централизованным обучением и ассоциированными колледжами, которые осуществляют свое собственное обучение:
- Университет Квинс в Белфасте (независимые колледжи, «зарегистрированные объекты»)
- Университет Южного Уэльса[англ.] (зависимые колледжи, «зарегистрированные объекты»)